# レ・ボー＝ド＝プロヴァンス

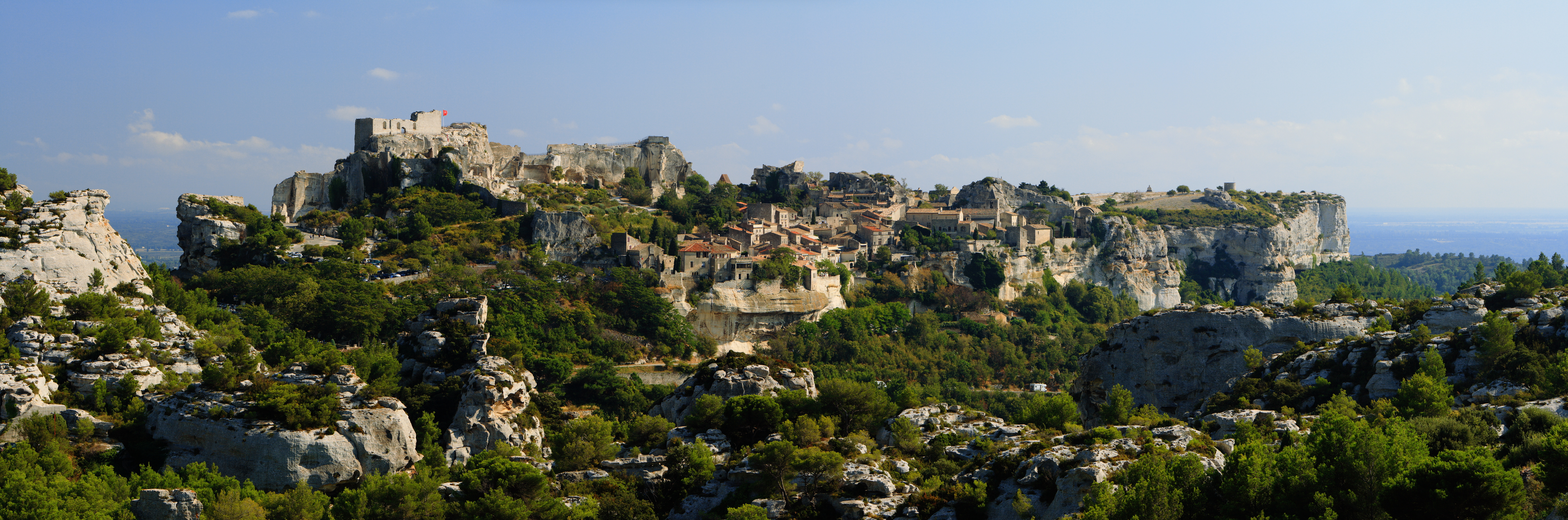
北東から眺めたレ・ボー

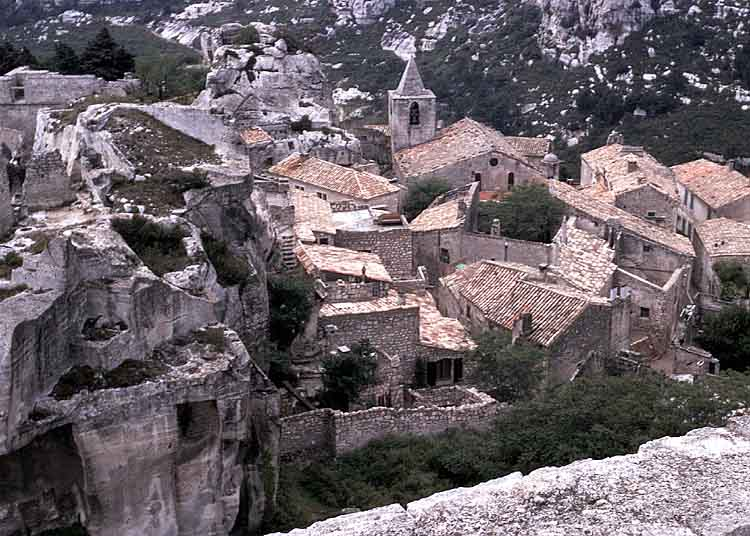
レ・ボー＝ド＝プロヴァンスの景観

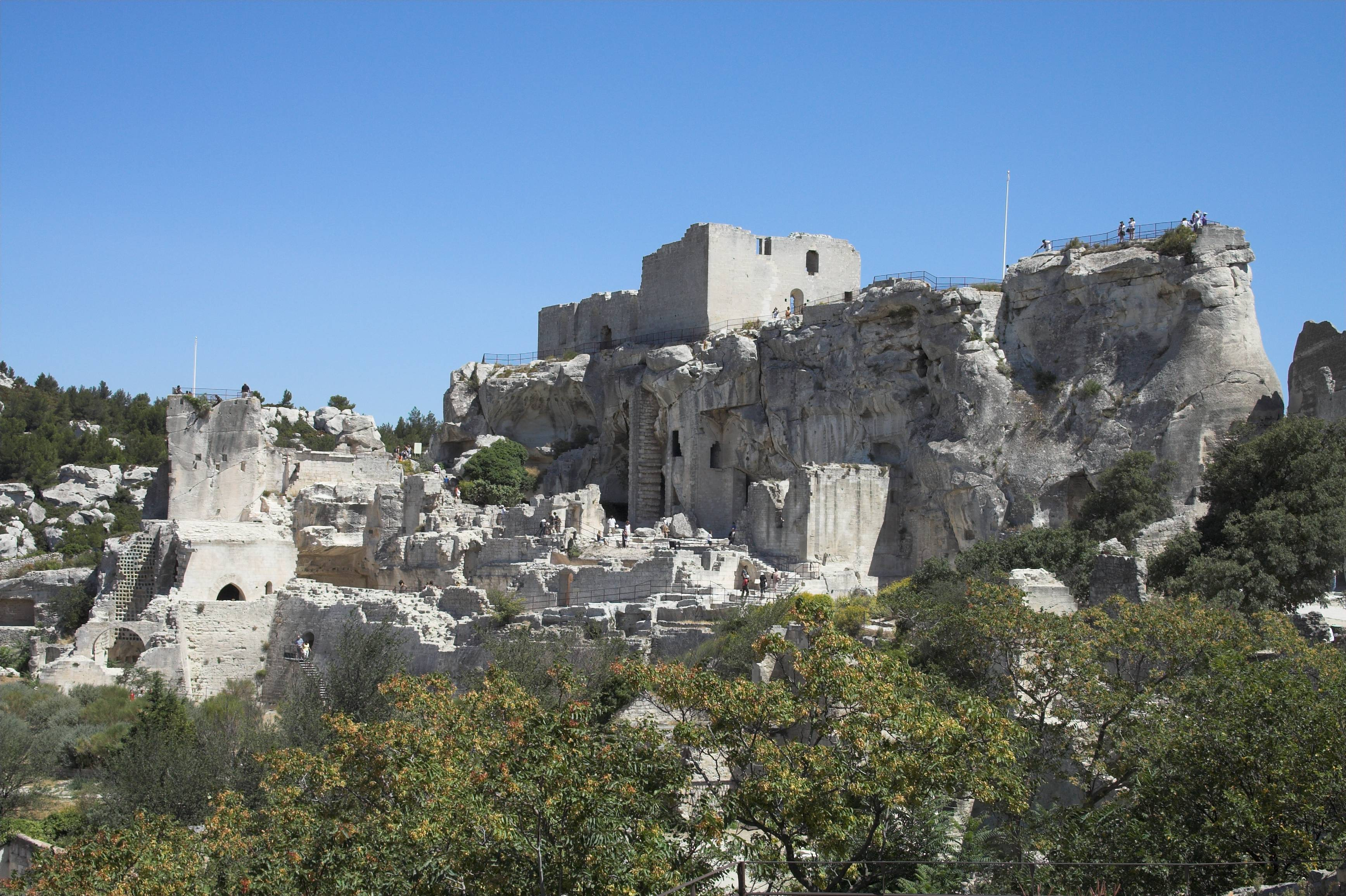
城

レ・ボー＝ド＝プロヴァンス（Les Baux-de-Provence）は、フランス南西部ブーシュ＝デュ＝ローヌ県の小さな町。アルピーユ山脈の中にある、壮大な景観を持つ岩だらけの土地であり、南方の平野を見渡せる古城を頂いている。プロヴァンス語の baou （岩だらけの尾根、の意）に由来する町の名前は、その景観からつけられたものである。なお、ボーキサイト (bauxite) は、この町の名前にちなんでいる（後述）。

## 歴史
レ・ボー一帯は中世期に栄えた。ボーの領主は近隣の79の町村を支配下におさめ、プロヴァンスでその名が知られた。彼らは家紋にベツレヘムの星を用いていた。これは、彼らが東方の三博士の一人バルタザールの末裔を自称していたことによる（無論、史料的な裏付けのある話ではない）。この一族は最終的に15世紀に途絶えた。
その後、ボーの城はプロテスタントの牙城として利用されたため、1632年にはリシュリューによって破壊された。
この町は、1642年にモナコの領主グリマルディ家に譲り渡され、レ・ボー侯爵 (Marquis des Baux) の称号は現在でもモナコ大公家に受け継がれている。この称号は、伝統的に大公の一族が襲名することになっており、現在の称号の保持者はジャック公世子である（ただしこの称号は儀礼称号であり、レ・ボーは行政上は完全にフランスに属している）。
1822年にはレ・ボー付近で地質学者ピエール・ベルチェによって、ボーキサイトが発見された。以降、この一帯で広く採掘されたが、20世紀末に完全に枯渇した。現在のフランスは、ボーキサイトの大半を西アフリカからの輸入に頼っている。

## 現在のレ・ボー＝ド＝プロヴァンス
かつては4000人いた人口も約500人となっており、フランスのコミューンの中でもかなり小規模なものとなっている。かつての栄華をしのばせる城は廃墟となっているが、このような歴史的遺跡や景観は、現在のレ・ボーの収入源である観光業にとって重要なものとなっている。

## 人口統計
| 1962年 | 1968年 | 1975年 | 1982年 | 1990年 | 1999年 | 2006年 | 2015年 |
| ------ | ------ | ------ | ------ | ------ | ------ | ------ | ------ |
| 253    | 295    | 367    | 433    | 457    | 434    | 381    | 391    |

参照元:1962年から1999年までは複数コミューンに住所登録をする者の重複分を除いたもの。それ以降は当該コミューンの人口統計によるもの。1999年までEHESS/Cassini、2006年以降INSEE

## 参照
1. ↑  http://cassini.ehess.fr/cassini/fr/html/fiche.php?select_resultat=3005
2. ↑  https://www.insee.fr/fr/statistiques/3293086?geo=COM-13011
3. ↑  http://www.insee.fr